# Loteria Națională (Marea Britanie)
Loteria Națională este o loterie națională statală în sistem de franciză disponibilă în Marea Britanie și în Insula Man.
Este operată de către Camelot Group, licența fiindu-i conferită în 1994, 2001 și iar în 2007. Loteria este reglementată de către National Lottery Commission și a fost fondată de către fostul prim ministru al Marii Britanii John Major din 1994.
Toate premiile sunt plătite într-o tranșă și sunt scutite de taxe. 50% dintre banii cheltuiți pe jocurile Loteriei Naționale se duc către premii, 28% către cauze nobile așa cum a promulgat Parlamentul, 12% taxă către Guvernul Marii Britanii, 5% comision către distribuitorii oficiali și 5% către operatorul Camelot, dintre care 4.5% se duc către acoperirea costurilor iar 0.5% reprezintă profitul. Biletele la loterie și cardurile răzuibile pot fi cumpărate doar de persoanele de și peste 16 ani.

## Istorie
Un decret din 1698 a specificat faptul că toate loteriile din Anglia erau ilegale, mai puțin cele autorizate prin acel decret. Un decret din 1934, liberalizat după aceea în 1956 și 1976, a legalizat loteriile mai mici. Loteria națională a Marii Britanii a fost înființată sub licență guvernamentală de către prim ministru John Major în 1993. Loteria Națională a fost oferită în sistem de fanciză unui operator privat, Camelot Group la 25 mai 1994. Prima extragere a avut loc la 19 noiembrie 1994 în cadrul unei emisiuni prezentate de către Noel Edmonds. Primele numere extrase au fost 30, 3, 5, 44, 14 and 22, iar numărul bonus a fost 10 și au fost 7 câștigători ai potului în valoare totală de £5.874.778.
Biletele au devenit disponibile în Insula Man la 2 decembrie 1999 la cererea lui Tynwald.
În 2002 loteria a schimbat formatul datorită scăderii vânzărilor de bilete. Jocul principal s-a numit Lotto, iar Loteria Națională Extra spa numit Lotto Extra.
În noiembrie 2009 Camelot a schimbar suflantele vechi cu unele noi, care au primit următoarele nume Arthur, Guinevere, Lancelot and Merlin. În același timp s-au introdus suflante pentru jocul Thunderball. Noile suflante sunt Magnum II, fiind fabricate de către SmartPlay International Inc., iar noile suflante Thunderball sunt SmartPlay Halogen II.

## Eligibilitate
- Jucătorii trebuie să fie de și peste 16 ani
- Biletele pot fi cumpărate atât de la furnizorii autorizați, ci și online de pe Internet
- Achizițiile online de bilete de pe siteul Loteriei Naționale pot fi făcute numai de persoane care au un cont bancar britanic și care locuiesc în Marea Britanie sau în Insula Man.
- Persoana care cumpără bilete pentru un sindicat, trebuie să îndeplinească criteriile de eligibilitate și trebuie să fie peste 16 ani
- Biletele la loterie nu pot fi transferate, așa că sindicatele comerciale nu sunt permise

### Jocuri curente

#### Lotto
Jucătorii cumpără bilete cu 6 numere între 1 și 49. Un număr extra Bonus Ball este extras, acesta ajutând jucătorii care au nimerit numai 5 numere. Există și opțiunea 'Lucky Dip' de cumpărare de bilete cu numere alese în prealabil.
Premiile sunt oferite jucătorilor care au nimerit cel puțin 3 numere. Cei ce au nimerit toate cele 6 numere câștigă potul cel mare, șansele fiind de 1 în 13,983,816. Dacă nimeni nu nimerește cele 6 numere va avea loc report. Reporturile au loc în mod frecvent.
Un bilet la extragere costă £1, iar de la 3 octombrie 2013 a urcat la £2, atunci când a avut loc și o restructurare a premiilor. Anunțul a fost urmat de critici conform cărora bonusuri mari vor fi oferite managementului Camelot.
În cadrul noului format se vor oferi premii mai mari, aproximativ £1.1 milioane la extragerea de sâmbătă și £400.000 la extragerea de miercuri. Cei ce vor nimeri 3 numere vor mai primi £15 în plus și cei ce vor nimeri 4 numere vor primi £40. Cei ce vor nimeri 5 numere vor primi mai puțin cu £500 și cu £50.000 mai puțin pentru nimerirea a 5 numere + numărul bonus Vs. sistemul vechi de premiere. În primele 2 sâmbete marile premii se vor ridica la £10 milioane.
Extragerile au loc miercurea și sâmbăta, cu excepția zilei de Crăciun, când extragerea se organizează în Ajunul Crăciunului. Toate extragerile sunt difuzate live pe canalul TV BBC One.
Lotto este cea mai populară extragere, fiind vândute aproximativ 31 milioane de bilete pentru extragerile ce au loc sâmbăta și 18 milioane fiind vândute pentru extragerile ce au loc miercurea.. Cel mai mare pot câștigat a fost de £22.590.829 și a fost oferit la data de 10 iunie 1995 lui Paul Maddison și Mark Gardiner, doi oameni de afaceri din St Leonards-on-Sea, care au cumpărat biletul câștigător împreună.
| Numere ghicite                                          | % din fond | Șanse de câștig |
| ------------------------------------------------------- | ---------- | --------------- |
| 4 numere                                                | 22%        | 1.031 la 1      |
| 5 numere                                                | 10%        | 55.490 la 1     |
| 5 numere și mingea bonus                                | 16%        | 2.330.635 la 1  |
| 6 numere                                                | 52%        | 13.983.815 la 1 |
| Șansele standard de a câștiga un număr sunt de 54 la 1. |            |                 |

## Premii nerevendicat
Premiile câștigate trebuie revendicate în 180 de zile de la data extragerii. Dacă un premiu nu este revendicat, acesta este distribuit în cadrul National Lottery Distribution Fund. Cel mai mare premiu nerevendicat s-a ridicat la £63.837.543,60 în cadrul Euromillions.